# 16128 Kirfrieda
A 16128 Kirfrieda (ideiglenes jelöléssel 1999 XS92) a Naprendszer kisbolygóövében található aszteroida. A LINEAR projekt keretében fedezték fel 1999. december 7-én.